# Danthonidium
Danthonidium là một chi thực vật có hoa trong họ Hòa thảo (Poaceae).

## Loài
Chi Danthonidium gồm các loài: